# Air Vallée
Air Vallée este o companie de transport aerian din Italia cu baza operațională pe aeroportul Federico Fellini din Rimini și cu hub-ul principal pe aeroportul din Parma.
Înființată în 1987, Air Vallée operează servicii regulate și charter pe rute din Italia. 
Începând cu aprilie 2012, Air Vallée a anunțat deschiderea de curse spre București, pe Aeroportul Internațional „Henri Coandă”, și spre Iași. În urma unei campanii agresive de marketing, în urma căreia au fost vândute numeroase bilete de avion, compania a anulat toate zborurile fără a returna sumele încasate sau a oferi rute alternative.

## Servicii
În martie 2013, Air Vallée nu operează nici o cursă regulată.

## Flotă
Flota companei este compusă din 2 avioane Fairchild Dornier 328JET.